# Frits van der Schrieck
Fredericus Nicolaas Franciscus "Frits" van der Schrieck (Den Haag, 16 april 1917 – Vught, 20 november 1999) was een Nederlands verzetsstrijder tijdens de Tweede Wereldoorlog. Hij ontving in 1953 het Kruis van Verdienste van Prins Bernhard.

## Levensloop
Van der Schrieck was, ondanks zijn lengte (ruim 1,90 m), een rustige, onopvallende jongen. Na zijn eindexamen ging hij rechten studeren aan de Universiteit Leiden. Hij werd lid van het Leidsch Studenten Corps. In 1939 maakte hij een reis naar de Verenigde Staten, waar hij het land liftend doorkruiste. Verschillende kranten schreven een artikel over zijn reis. Ook woonde hij een congres bij van de internationale katholieke jongerenorganisatie Pax Romana. Tijdens dit congres verklaarde het Verenigd Koninkrijk Duitsland de oorlog.
Na de meidagen van 1940 wilde Van der Schrieck niet naar Engeland gaan zoals zijn clubgenoot Erik Hazelhoff Roelfzema, omdat hij maar één goede nier had. Dat zou betekenen dat hij in Engeland een kantoorbaantje zou krijgen, dus dacht hij dat hij in het Nederlands verzet nuttiger werk kon doen. 
Tijdens de eerste jaren van de bezetting raakte Van der Schrieck gaandeweg betrokken bij de illegaliteit. Hij hielp studenten wegkomen via door hem uitgestippelde routes (onder andere de Van Niftrik-route), ondersteunde informatie- en sabotageactiviteiten en hielp agenten die vanuit Engeland in Nederland waren gedropt met hun zenders of met onderduikadressen.
In juni 1942 werd hij door de Sicherheitsdienst gearresteerd. Daarop volgde twee jaar gevangenschap in het Oranjehotel en Kamp Haaren. Hij kwam in mei 1944 vrij om gezondheidsreden. Tal van zijn vrienden in de illegaliteit overleefden de oorlog niet. 
Van der Schrieck bleef in contact met andere overlevers. Ook slaagde hij erin een goed leven op te bouwen. Hij trouwde drie keer en kreeg acht kinderen. Zijn eerste twee echtgenotes overleden voortijdig.

## Trivia
In de film Soldaat van Oranje werd de rol van Frits van der Schrieck gespeeld door Lex van Delden. Het personage heette Nico. Het oorlogsrelaas van Frits van der Schrieck is beschreven in het boek "De onzichtbare Musketier". (Uitgeverij Prominent, ISBN /EAN 978-94-92395-23-8)
In 2018 werd in het archief van Frits een codebrief gevonden. Deze is later door Florentijn van Kampen ontrafeld.

## Onderscheidingen
- Kruis van Verdienste